# San Martín de la Virgen de Moncayo
San Martín de la Virgen de Moncayo – gmina w Hiszpanii, w prowincji Saragossa, w Aragonii, o powierzchni 5,42 km². W 2011 roku gmina liczyła 297 mieszkańców.